# Dror (metralhadora)
A Dror (em hebraico:  Pardal) era uma metralhadora leve israelense baseada na metralhadora leve M1941 Johnson.
Algumas Drors estão em exibição no Museu de História das Forças de Defesa de Israel.

## Desenvolvimento

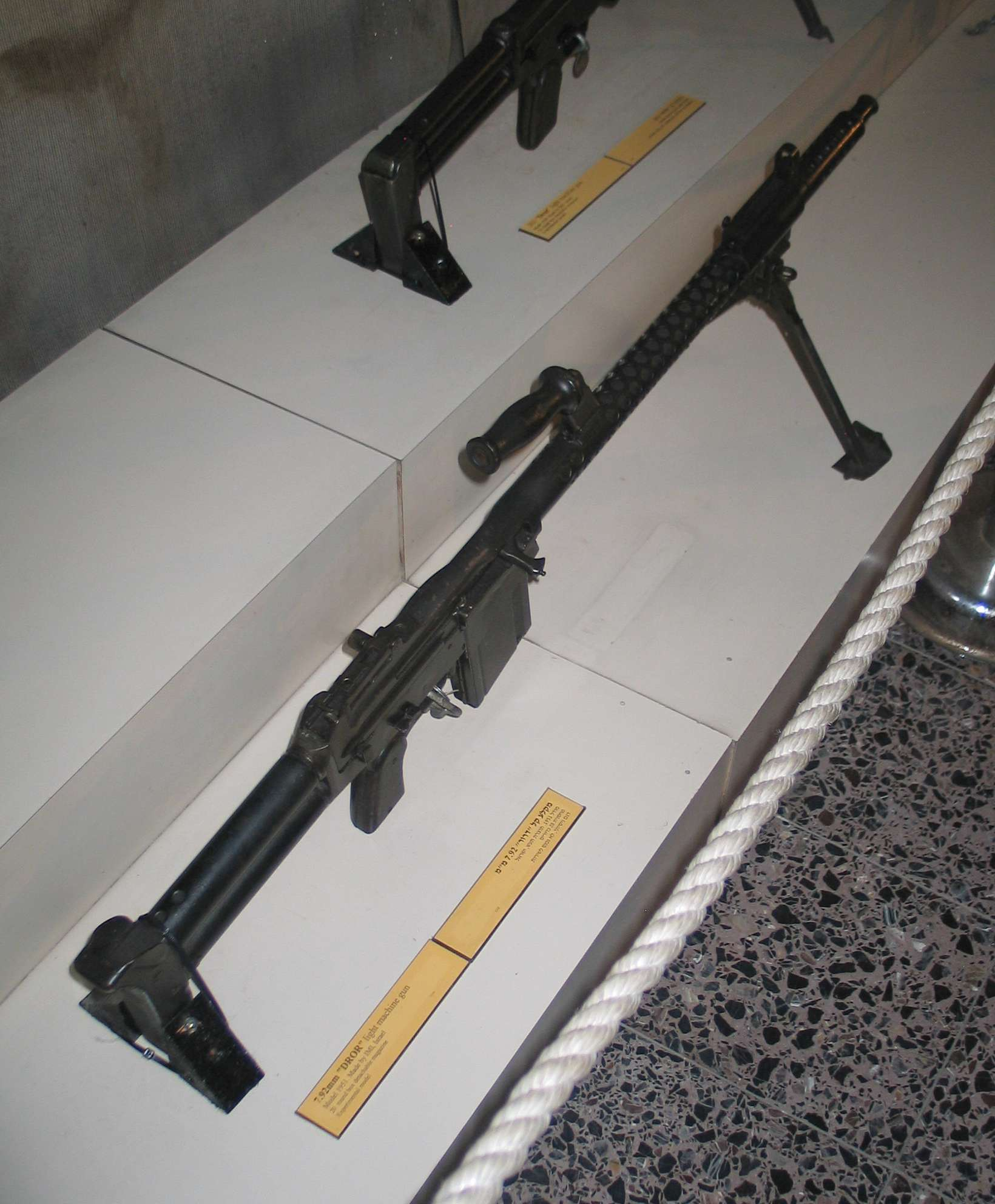
A Dror tipo Padrão 2 em exibição no Museu Batey ha-Osef.

Em 1946, a Ta'as estudou planos para produzir uma metralhadora leve local. No final do ano, a Haganá (precursora das Forças de Defesa de Israel) comprou os direitos de fabricação da metralhadora M1941 Johnson da Winchester Repeating Arms Company e desenvolveu a Dror em suas próprias oficinas clandestinas. Elas foram compradas junto com ferramentas de fabricação compradas barato como sucata nos Estados Unidos.
Yisrael Galili foi encarregado de supervisionar a produção da Dror.

### Projeto
A Dror era refrigerada a ar e operada por recuo. O cano usa um ferrolho rotativo com múltiplos ressaltos radiais montados. A Dror é disparada a partir de um ferrolho aberto em modo automático para melhor resfriamento, ou de um ferrolho fechado em modo semiautomático para melhor precisão.
A Dror Padrão 1 tinha uma semelhança física com a Johnson, incluindo a massa de mira alta e a liberação do cano. A Dror Padrão 2 teve muitas mudanças em relação à primeira, adaptando-se a um cartucho sem aro e ao uso de carregadores modificados de 20 cartuchos da metralhadora leve BAR para equilibrar a arma.
O retém do cano passou a ficar localizado no mancal frontal do cano com um escudo térmico, de cor laranja/marrom, que pode ser removido sem a necessidade do uso de luvas de proteção. Uma tampa dobrável também é montada sobre o alojamento do carregador para que o operador possa fechá-lo para evitar que sujeira e outros elementos sujos entrem quando a arma não estiver em uso.
Um seletor de tiro está localizado no lado direito, acima do punho de pistola. A metralhadora leve possui uma coronha metálica, composta por dois tubos de aço paralelos com uma placa de chapa de aço.

### História de produção
Como grandes quantidades de munição de fuzil britânica estavam disponíveis, a Dror Padrão 1 foi inicialmente alojada em .303 British. Cerca de 800-1000 foram feitas antes da produção ser interrompida devido a problemas de alimentação que os armeiros não conseguiam resolver..
A Dror Padrão 2 foi produzida pela IMI e foi alojada em 7,92×57mm Mauser para aproveitar grandes quantidades de munição Mauser importada recentemente. Neste padrão, os carregadores foram montados verticalmente sob o receptáculo.

## Histórico de serviço
Devido à sua hipersensibilidade a ambientes empoeirados, a Dror não participou do serviço de combate na Guerra da Independência de 1947-1949.
Após testes de simulação de combate, as Forças de Defesa de Israel selecionaram a FN Modelo D (uma derivada da Browning M1918) para substituir a Dror em 1952.